# Richard Winfrey
Sir Richard Winfrey (5 août 1858 - 18 avril 1944) est un homme politique libéral britannique, directeur de journaux et militant pour les droits agricoles. Il est député de South West Norfolk, de 1906 à 1923, et de Gainsborough, de 1923 à 1924.

## Biographie
Winfrey est né à Long Sutton dans le Lincolnshire le 5 août 1858. Il épouse Annie Lucy Pattinson de Ruskington, Lincolnshire, en 1897. Les frères de sa femme, Samuel Pattinson (en) (1870–1942) et Sir Robert Pattinson (1872–1954), sont plus tard tous deux députés libéraux; Samuel pour Horncastle de 1922 à 1924 et Robert pour Grantham de 1922 à 1923 . En religion, Winfrey est un congrégationaliste .
Il est décédé le 18 avril 1944 à Castor House, Castor, Peterborough.

## Patron de presse
En 1887, Richard Winfrey achète le Spalding Guardian, un journal local qui devait servir de base aux intérêts des journaux de la famille Winfrey. Son achat suivant est le Lynn News ; il fonde également le North Cambs Echo et achète le Peterborough Advertiser.
Pendant la Seconde Guerre mondiale, il transfère leur gestion à son fils, Richard Pattinson Winfrey (1902–1985) qui se présente sans succès lors de l'élection partielle de Holland et Boston en 1924 . En 1947, sous la direction de Pat Winfrey, les titres de journaux de la famille sont consolidés pour former l'East Midland Allied Press, plus tard le groupe de médias EMAP .

## Politique
Winfrey se présente pour le sud-ouest de Norfolk en tant que libéral aux élections générales de 1895 et à nouveau en 1900. Il est élu député libéral du sud-ouest de Norfolk lors de la victoire libérale de 1906 et il conserve le siège avec l'aide du coupon du gouvernement de coalition en 1918, jusqu'en 1923. Il représente également Gainsborough de 1923 à 1924.
Il a commencé sa carrière comme chimiste et il promeut la loi de 1908 sur les poisons et la pharmacie au Parlement.
Entre 1906 et 1910, Winfrey est secrétaire parlementaire de Charles Robert Wynn-Carington et secrétaire parlementaire du Board of Agriculture de 1916 à 1918.
En août 1914, en tant que maire de Peterborough, il est l'un des derniers à lire le Riot Act après des troubles anti-allemands .
Winfrey est fait chevalier dans les honneurs du Nouvel An de 1914. Il est également juge de paix. Il est président de la Lincolnshire and Norfolk Small Holdings Association, Ltd  et parfois président de la National Educational Association . Lors de sa fondation en 1906, il est trésorier de l'Eastern Counties Agricultural Labourers &amp; Small Holders Union qui devient en 1920 l'Union nationale des travailleurs agricoles et assimilés.